# قاي واترس
قاي واترس (بالإنجليزية: Guy Waters)‏ (25 يناير 1964 - ) هو ملاكم أسترالي، صنّف ضمن فئة وزن الكروزر (ملاكمة) والوزن المتوسط السوبر ‏ والوزن الثقيل الخفيف ‏.

## إحصائيات
خاض خلال مسيرته 33 نزالا، تعادل في 1 .

## روابط خارجية
- قاي واترس على موقع بوكس ريك (الإنجليزية) (registration required)